# Jean-Baptiste-François-Joseph de Sade

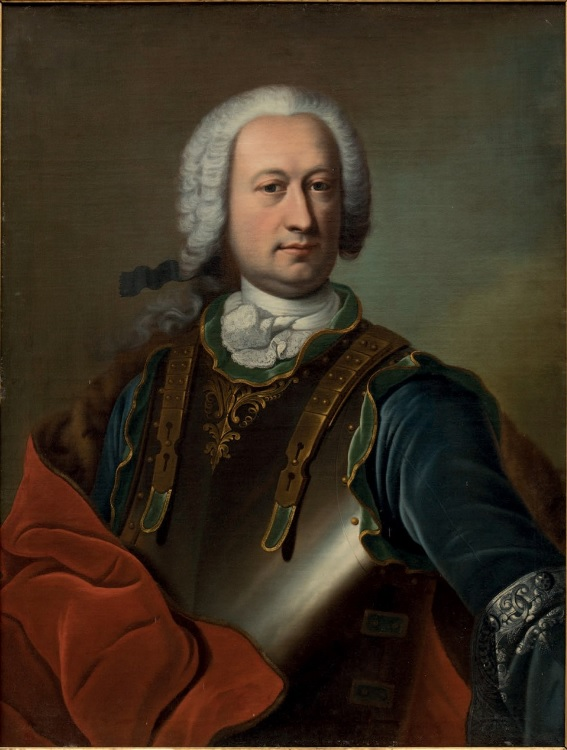
Jean-Baptiste-François-Joseph de Sade

Jean-Baptiste-François-Joseph de Sade (* 1702 in Avignon; † 24. Januar 1767 in Montreuil) war ein französischer Diplomat, Offizier, Libertin, Literat und Adliger aus der Familie Sade. 

## Leben
Jean-Baptiste-François-Joseph de Sade war das älteste von zehn Kindern des Gaspard-François de Sade und Louise-Aldonse d'Astoaud de Murs. Seine berufliche Karriere begann er als Dragonerhauptmann in Régiment de Condé-dragons. Im Februar 1730 wurde er in London zusammen mit Montesquieu in die Londoner Freimaurerloge aufgenommen. Im gleichen Jahr wurde er französischer Sondergesandter in Russland, 1733 in Großbritannien.

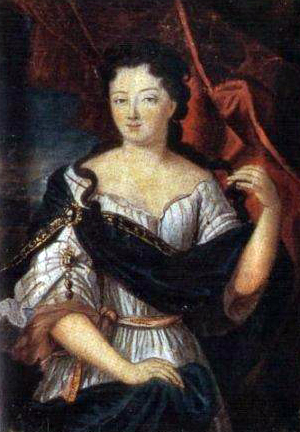
Marie-Eléonore de Maillé de Carman

1733 heiratete er die zehn Jahre jüngere Marie-Eléonore de Maillé de Carman aus der Familie der Condé, einer Nebenlinie der Königsfamilie der Bourbonen. 

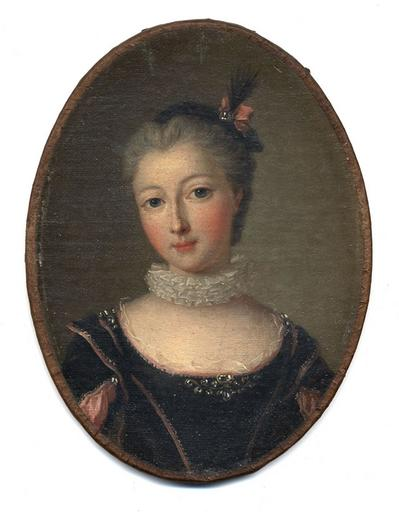
Caroline-Charlotte, Fürstin von Condé, geb. Prinzessin von Hessen-Rheinfels-Rotenburg

Gleichzeitig wurde der 31-jährige der heimliche Geliebte der neunzehnjährigen Caroline-Charlotte von Hessen-Rheinfels-Rotenburg, Fürstin von Condé (1714–1741), die an den noch wesentlich älteren Louis IV. Henri de Bourbon, Fürst von Condé, verheiratet worden war. Ihre Beziehung dauerte bis 1739. Von 1734 bis 1735 war er Flügeladjutant im Polnischen Thronfolgekrieg. 1737 wurde seine Tochter Caroline Laure geboren, die nach zwei Jahren starb.
1739 starb sein Vater, den er beerbte. De Sade wurde Graf, Herr über die Lehen Saumane, Mazan und Lacoste und Oberst der päpstlichen Kavallerie in Venaissin. Die Nutzung von Saumane überließ er seinem Bruder Jacques-François-Paul-Aldonce de Sade. Als Graf führte er hauptsächlich den Titel Comte, obwohl sein Vater schon den eine Stufe höheren Titel Marquis verwendet hatte.
1739 kaufte de Sade das Amt des Statthalters von Bresse, Bugey, Valromey und Gex von dem Marquis de Lassay. 1740 übernahm er sein historisch bedeutsamstes Amt. Er wurde der französische Botschafter am kurkölnischen Hof in Bonn. Als solcher beeinflusste er den Kurfürsten Clemens August I. von Köln zugunsten der Wahl des Kurfürsten Karl Albrecht von Bayern zum römisch-deutschen Kaiser. Durch Vermittlung von de Sade schloss Karl VII. 1741 in Nymphenburg ein Bündnis mit Frankreich und Spanien, was den Österreichischen Erbfolgekrieg auslöste.
1740 wurde de Sades Sohn Donatien-Alphonse-François de Sade geboren, 1746 seine Tochter Marie-Françoise, die nach ein paar Tagen starb. 1745 verbrachte er 10 Monate im Gefängnis wegen Vorwürfen bzgl. seiner Amtsführung als Botschafter am kurkölnischen Hof in Bonn. Aufgrund dieser Affäre und weil er sich stark abfällig, aber nicht hinreichend heimlich über Marie-Anne de Mailly-Nesle, Herzogin von Châteauroux, eine einflussreiche Mätresse von Ludwig XV., geäußert hatte, kam er am Königshof in schlechtes Ansehen. Diese Ungunst wirkte auch noch später gegen seinen Sohn Donatien-Alphonse-François de Sade. 1760 war er Feldmarschall der königlichen Armee.
Sade hatte viele Affären, hauptsächlich mit Frauen, jedoch wurden auch Affären mit käuflichen jungen Männern dokumentiert. 1760 zog sich seine Frau ins Kloster zurück.
Er schrieb Theaterstücke, Prosa, philosophische Abhandlungen und Briefe. Von den 20 Werken wurde bislang keines publiziert. Zu seinen Lebzeiten verhinderte er dies, da Schriftstellerei beim Adel seiner Zeit unüblich war und seine Karriere als Diplomat ruiniert hätte. Er hatte positive Kontakte zu Voltaire und Montesquieu. Seine Bücher waren nach seinem Tod im Besitz von Donatien-Alphonse-François de Sade, der sich intensiv mit ihnen auseinandersetzte, während er seine eigenen Werke verfasste.